# Municipio de Elbow Lake
El municipio de Elbow Lake (en inglés: Elbow Lake Township) es un municipio ubicado en el condado de Grant en el estado estadounidense de Minnesota. En el año 2010 tenía una población de 141 habitantes y una densidad poblacional de 1,52 personas por km².

## Geografía
El municipio de Elbow Lake se encuentra ubicado en las coordenadas 45°58′15″N 96°4′11″O / 45.97083, -96.06972. Según la Oficina del Censo de los Estados Unidos, el municipio tiene una superficie total de 92.9 km², de la cual 92,7 km² corresponden a tierra firme y (0,21 %) 0,2 km² es agua.

## Demografía
Según el censo de 2010, había 141 personas residiendo en el municipio de Elbow Lake. La densidad de población era de 1,52 hab./km². De los 141 habitantes, el municipio de Elbow Lake estaba compuesto por el 100 % blancos. Del total de la población el 0 % eran hispanos o latinos de cualquier raza.